# Феррерс, Анна, 8-я баронесса Феррерс из Чартли
Анна де Феррерс (англ. Anne de Ferrers; декабрь 1438 — 9 января 1469) — английская аристократка, 8-я баронесса Феррерс из Чартли в своём праве (suo jure) с 1450 года. Единственная дочь Уильяма де Феррерса, 7-го барона Феррерса из Чартли, и его жены Элизабет Билкнэп. В 1446 году стала женой Уолтера Деверё, который после смерти тестя считался бароном Феррерс из Чартли jure uxoris, а с 1461 года — бароном в собственном праве. Анна унаследовала от отца только часть семейных владений: остальное досталось её дяде Эдмунду де Феррерсу и матери, пережившей дочь.
В браке Анны и Уолтера Деверё родились:
- Джон Деверё, 9-й барон Феррерс из Чартли[3];
- Элизабет Деверё, жена сэра Ричарда Корбета и сэра Томаса Лейтона[4];
- Анна, жена сэра Томаса Тиррела;
- Изабелла, жена сэра Джеймса Баскервиля[5];
- сэр Ричард Деверё[6];
- сэр Томас Деверё[7].